# Alessandro Cupisti
Alessandro Romeo Cupisti (Viareggio, 28 aprile 1959) è un ex hockeista su pista e allenatore di hockey su pista italiano, allenatore del CGC Viareggio.
È stato per dieci anni il portiere della nazionale Italiana.

## Biografia
Cresce hockeysticamente nella squadra della sua città il CGC Viareggio, ma si afferma definitivamente nella vicina Forte dei Marmi, nella società il cui fondatore è stato proprio il padre Alfredo Cupisti nel 1962.

Come il suo compagno di squadra e di nazionale Roberto Crudeli, la stagione 1984-1985 a Forte dei Marmi è quella della definitiva consacrazione.

Perde la semi-finale scudetto contro il Bassano, ma nella stagion 1985-1986 potrà partecipare alla Coppa CERS. Infatti Alessandro Cupisti a differenza di Crudeli e Jaime che si trasferiscono rispettivamente all'Amatori Vercelli il primo e al CGC Viareggio il secondo, decide di rimanere un'altra stagione.

Lascia Forte dei Marmi nell'estate del 1987 per accasarsi all'Hockey Club Castiglione e successivamente al Roller Monza e all'Amatori Lodi.

Vince tre scudetti, una coppa Italia, tre Coppe delle Coppe e soprattutto si laurea due volte Campione del Mondo e una Campione d'Europa con la Nazionale Italiana.

Partecipa sempre con l'Italia alle Olimpiadi di Barcellona, dove vince la Medaglia di Bronzo a spese del Portogallo.

Lascia la nazionale nel 1993 all'indomani dei Campionati del Mondo di Sesto San Giovanni, dove l'Italia perde 4-3 la finale contro il Portogallo.

Dopo un anno di inattività con cui guida nel 1996-1997, da allenatore, il Forte dei Marmi in Serie A2, nel 1997-1998 torna fra i pali per giocare nell'Amatori Vercelli, con cui arriva alla finale di Coppa Campioni. Successivamente gioca per due stagioni nell'Hockey Primavera Prato e poi ancora al CGC Viareggio dove conclude la carriera da giocatore. Nel 1996 partecipa a Roccaraso ai campionati del mondo di Hockey in-line, Medaglia di Bronzo.

Soprannominato “Scoglio” dai suoi compagni, per amici e tifosi era la “saracinesca”.

Da allenatore ha guidato il Forte dei Marmi prima e il CGC Viareggio poi.
È stato anche il Commissario Tecnico della Nazionale Italiana fino al 2010.
Dalla stagione 2012-13 guida il Carispezia Sarzana nel campionato di serie A1.

## Palmarès

### Club

#### Competizioni nazionali
- Campionato italiano: 3

Roller Monza: 1988-1989, 1989-1990, 1991-1992.
- Coppa Italia: 1

Roller Monza: 1989-1990

#### Competizioni internazionali
- Coppa delle Coppe:3

Roller Monza: 1988-1988, 1991-1992
Amatori Lodi: 1993-1994

### Nazionale
- Campione del Mondo 1986 a Sertãozinho (Brasile)
- Campione del mondo 1988 a La Coruña (Spagna)
- Campione d'Europa 1990 a Lodi (Italia)
- Medaglia di Bronzo alle Olimpiadi di Barcellona 1992
- World Games 1985 a Londra
- Medaglia di Bronzo Campionati del Mondo Hockey in line 1996 a Roccaraso (I)